# ザ・コンチネンタル:ジョン・ウィックの世界から
『ザ・コンチネンタル: ジョン・ウィックの世界から』（原題: The Continental: From the World of John Wick, または単にThe Continental）は、グレッグ・クーリッジ、ショーン・シモンズ、カーク・ウォードが『ジョン・ウィック』シリーズのプリクエル・スピンオフとして発案したアメリカ合衆国のテレビドラマ・ミニシリーズである。クーリッジ、シモンズ、ウォードは脚本を執筆し、さらにクーリッジとウォードはシリーズのショーランナー、アルバート・ヒューズとシャーロット・ブランドストロムは監督を務める。出演はコリン・ウッデル、メル・ギブソンらである。
アメリカ合衆国ではPeacock、その他の地域ではPrime Videoより2023年9月22日に配信開始。

## 内容
『ザ・コンチネンタル: ジョン・ウィックの世界から』は別の歴史をたどった1970年代を舞台とし、ウィンストン・スコットが暗殺者たちの隠れ家でありながらいかなる仕事も許されないホテルチェーン「コンチネンタル」のニューヨーク支店支配人としての地位を確立するまでの背景が描かれる。シリーズでは不満の冬やアメリカン・マフィアの経済的台頭といった実際の出来事が形を変えて登場する。

## キャスト
※括弧内は日本語吹替。
ウィンストン・スコット
演 - コリン・ウッデル（諏訪部順一）
後にコンチネンタル・ホテルの支配人となるビジネスマンの男。
コーマック
演 - メル・ギブソン（磯部勉）
コンチネンタル・ホテルの現支配人。
マイルズ
演 - ヒューバート・ポイント＝ドゥ・ジュール（北田理道）
ルー
演 - ジェシカ・アレイン（白石晴香）
KD
演 - ミッシェル・プラダ（木下紗華）
ニューヨーク市警の刑事。
イェン
演 - ヌン・ケイト（おまたかな）
フランキー
演 - ベン・ロンソン（佐藤せつじ）
ウィンストンの兄。
チャーリー
演 - ピーター・グリーン（亀山雄慈）
シャロン
演 - アヨミデ・アデグン（鍛治本大樹）
ウィンストンの助手。
メイヒュー
演 - ジェレミー・ボブ（松川裕輝）
ニューヨーク市警の刑事でKDの上司。
裁定人
演 - ケイティ・マクグラス（佐古真弓）
ジェンキンス
演 - レイ・マッキノン（佐々木睦）
レミー
演 - アダム・シャピロ（前田一世）
ヘンゼル
演 - マーク武蔵
グレーテル
演 - マリナ・マゼーパ

## エピソード
| 通算 話数 | タイトル                          | 監督                           | 脚本 | 公開日        |
| --------- | --------------------------------- | ------------------------------ | --- | ------------- |
| 1         | "Brothers In Arms - Night 1"      | アルバート・ヒューズ           | グレッグ・クーリッジ & カーク・ウォード & ショーン・シモンズ                                                                                                   | 2023年9月22日 |
| 2         | "Loyalty to the Master - Night 2" | シャーロット・ブランドストロム | 脚本 : ショーン・シモンズ & グレッグ・クーリッジ & カーク・ウォード & ケン・クリステンセン 原案 : グレッグ・クーリッジ & カーク・ウォード & ショーン・シモンズ | 2023年9月29日 |
| 3         | "Theater of Pain - Night 3"       | アルバート・ヒューズ           | グレッグ・クーリッジ & カーク・ウォード & ケン・クリステンセン                                                                                                 | 2023年10月6日 |

## 製作

### 企画
2017年1月に『ジョン・ウィック:パラベラム』の物語を計画している間、デレク・コルスタッドとチャド・スタエルスキは前日譚のアイデアも構想しており、それはテレビシリーズの形で語られるのが最良だと示唆していた。2017年6月、シリーズが本格的に企画中であることが明らかとなり、物語は『ジョン・ウィック』ユニバースで暗殺者たちの安全な避難所として機能するホテルのコンチネンタルに焦点を当てることとなる。ライオンズゲートは2018年1月にこのプロジェクトに正式なゴーサインを出し、Starzでの放送を計画した。当初の報道ではクリス・コリンズがショーランナーを務めるとされていた。
スタエルスキは当初はテレビシリーズの第1話を監督する予定であり、それは『ジョン・ウィック』の複数のキャラクターの誕生譚としての役割を果たすと述べていた。2021年4月、ライオンズゲート・テレビジョン会長のケヴィン・ベッグスは製作チームが将来の映画の計画を妨げることなく、このシリーズが『ジョン・ウィック』ユニバースの世界構築に確実に加わることを望んでいたと述べた。異なるクリエイティブ・チームから複数の提案を聞いた後、ライオンズゲートはグレッグ・クーリッジ、カーク・ウォード、ショーン・シモンズが提示したアプローチに落ち着き、番組のフォーマットは1970年代の若きウィンストンを描く90分3話のイベント・シリーズに練り直された 。クーリッジとウォードは新たなショーランナーに就任し、またアルバート・ヒューズとシャーロット・ブランドストロムが監督として雇われた。

### キャスティング
2021年10月、メル・ギブソンを筆頭にキャスティングが発表され、『ジョン・ウィック』本編映画に登場するウィンストン・スコットの若年期役のコリン・ウッデルら他主要キャストが続いた。2021年11月の追加キャスト発表ではピーター・グリーンとアヨミデ・アデグンがそれぞれ若年期のチャーリーとシャロンを演じることが明らかとなり、またジェレミー・ボブがメイヒューという新キャラクタ役に起用された。2022年2月、ケイティ・マクグラスが裁定人、レイ・マッキノンがジェンキンス、アダム・シャピロがレミー、マーク武蔵とマリナ・マゼーパがヘンゼルとグレーテルを演じることが発表された。

### 撮影
主要撮影は2021年11月にハンガリーのブダペストで始まった。

### ポストプロダクション
2023年4月、シリーズの原題が『The Continental: From the World of John Wick』に変更された。

## 音楽
2023年4月、シリーズの音楽をラファティが作曲することが報じられた。

## 公開
2022年8月15日、StarzはシリーズをPeacockに売却した。2023年3月、ライオンズゲート・モーション・ピクチャー・グループ会長のジョー・ドレイクはシリーズが2023年後半に公開する見込みであり、エピソードは「ほぼ完成している」と述べた。2023年7月、シリーズが2023年9月22日にアメリカ合衆国ではPeacock、その他の国々ではPrime Videoで配信されることが発表された。